# Saint-Sauvant (Vienne)
Saint-Sauvant ist eine französische Gemeinde mit 1.298 Einwohnern (Stand: 1. Januar 2022) im Département Vienne in der Region Nouvelle-Aquitaine; sie gehört zum Arrondissement Poitiers und zum Kanton Lusignan. Die Einwohner werden Saint-Sauvantais genannt.

## Geographie
Saint-Sauvant liegt etwa 36 Kilometer südwestlich von Poitiers. Umgeben wird Saint-Sauvant von den Nachbargemeinden Rouillé im Norden, Lusignan im Norden und Nordosten, Celle-Lévescault im Nordosten, Payre im Osten, Rom im Süden und Südosten, Vançais im Süden, Chenay im Südwesten sowie Avon im Westen.
Die Via Turonensis, eine Variante des Jakobswegs, führt durch die Gemeinde.

## Bevölkerungsentwicklung
| Jahr      | 1962 | 1968 | 1975 | 1982 | 1990 | 1999 | 2006 | 2013 |
| Einwohner | 2023 | 1814 | 1611 | 1403 | 1315 | 1291 | 1305 | 1320 |

## Sehenswürdigkeiten
- Dolmen von Exoudun
- Kirche Saint-Romain aus dem 11. Jahrhundert mit Umbauten aus dem 13. Jahrhundert, seit 1979 Monument historique

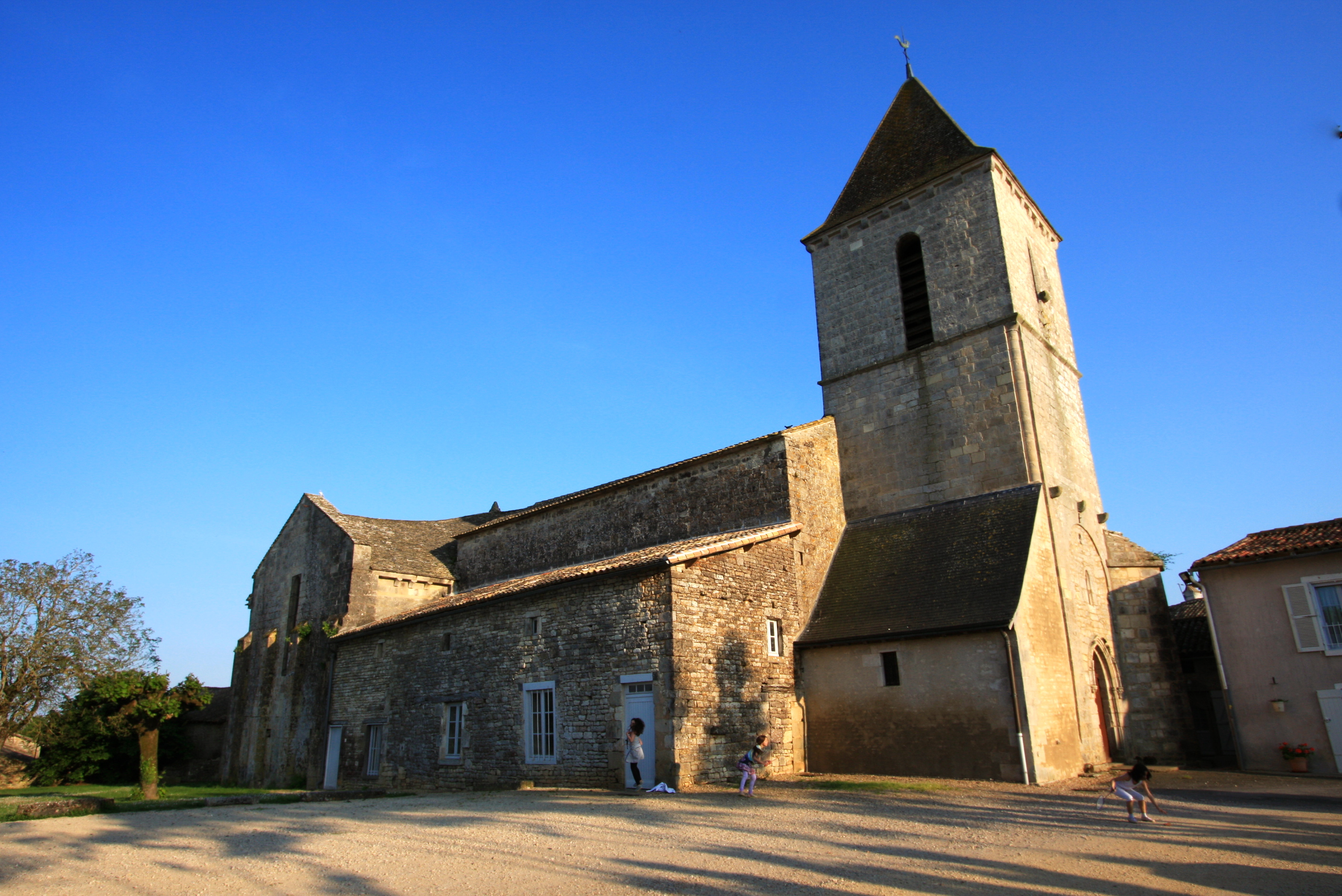
Kirche Saint-Romain

- Protestantische Kirche